# Lucyna Winnicka

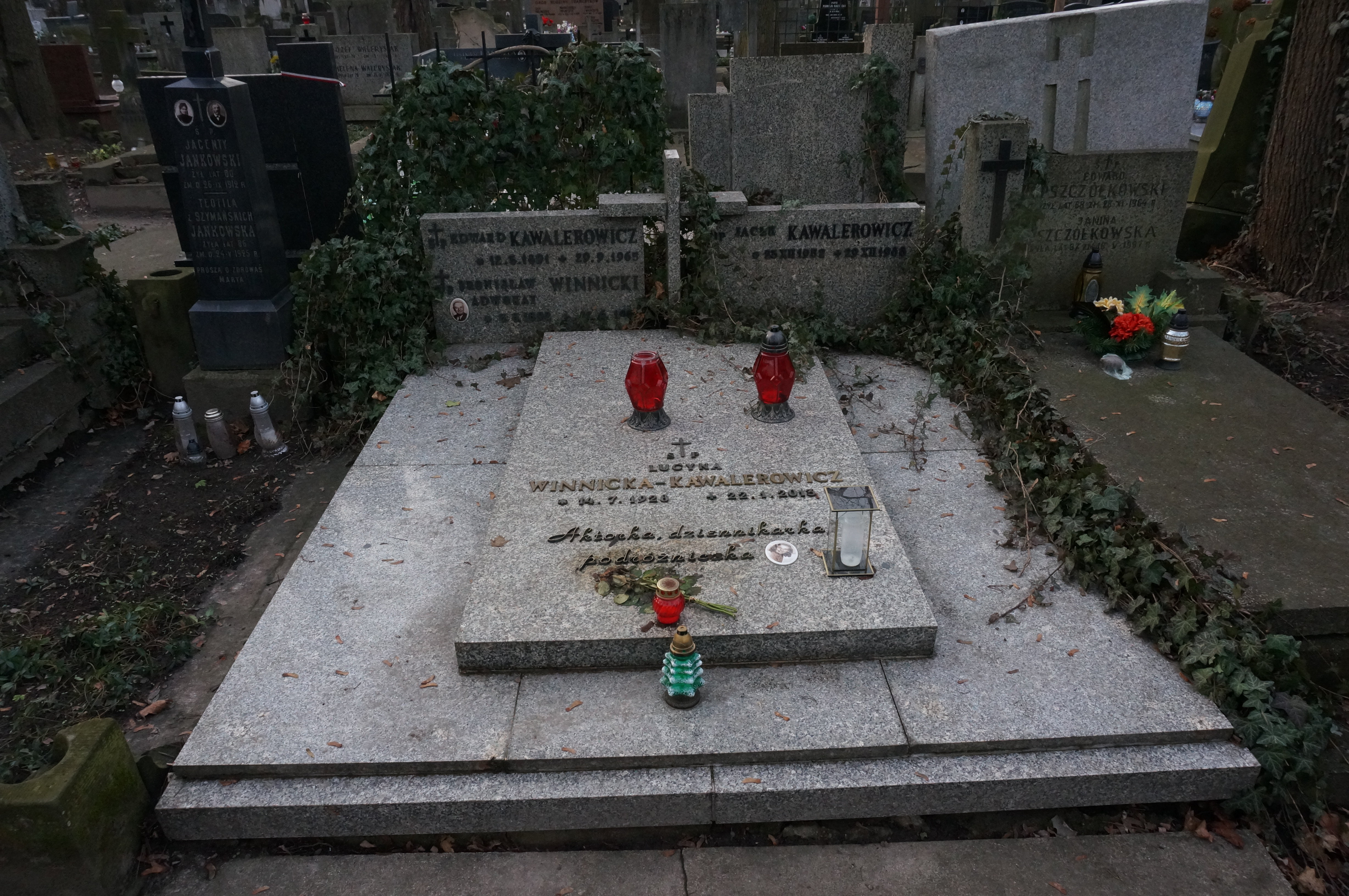
Grób Lucyny Winnickiej na cmentarzu Powązkowskim w Warszawie

Lucyna Winnicka (ur. 14 lipca 1928 w Warszawie, zm. 22 stycznia 2013 w Palmirach) – polska aktorka, dziennikarka i publicystka.

## Życiorys
Przed II wojną światową uczęszczała do szkoły im. Cecylii Plater-Zyberkówny w Warszawie przy ul. Pięknej 24. 
W 1946 roku ukończyła VI Liceum Ogólnokształcące im. Tadeusza Reytana w Warszawie, w 1950 roku studia na Wydziale Prawa UW, a w 1953 roku studia na Wydziale Aktorskim PWST w Warszawie. Do 1974 roku występowała na scenach Szczecina (Teatry Dramatyczne, 1953–1954) i Warszawy (Teatr Współczesny, 1954–1957, Teatr Dramatyczny, 1959–1974).
W drugiej połowie lat 70. zakończyła karierę aktorską. Założyła Akademię Życia i prowadziła ją przez ponad 10 lat, ucząc medycyny niekonwencjonalnej, filozofii i medycyny Dalekiego Wschodu. Dziennikarka i publicystka, m.in. „Przekroju” i „Literatury”. Była jedną z założycielek Transparency International Polska, organizacji do walki z korupcją.
Wydała książki Podróż dookoła świętej krowy (1986) i  W poczekalni nieba (1999).
Z małżeństwa z reżyserem Jerzym Kawalerowiczem miała córkę Agatę Joannę (ur. 1961) i syna Piotra (ur. 1971).
Od 2008 przebywała w domu opieki w Palmirach k. Warszawy, gdzie zmarła w 2013. Została pochowana 30 stycznia 2013 w rodzinnym grobowcu na cmentarzu Powązkowskim (kwatera 297-3-14,15).

## Ordery i odznaczenia
- Krzyż Kawalerski Orderu Odrodzenia Polski (1975)[7]

## Nagrody
- wyróżnienie Podkomitetu Literatury i Sztuki Nagrody Państwowej w Sekcji Filmu za rolę Madzi w filmie Pod gwiazdą frygijską (1955)[8]
- wyróżnienie na Międzynarodowym Festiwalu Filmowym w Wenecji za rolę Marty w Pociągu (1959)
- „Kryształowa Gwiazda”, Nagroda Francuskiej Akademii Filmowej za rolę tytułową w filmie Matka Joanna od Aniołów (1961)
- nagroda na Festiwalu Filmowym w Panamie za rolę w filmie Matka Joanna od Aniołów (1961)
- nagroda „Tribunascope” w São Paulo dla najlepszej aktorki zagranicznej - za rolę tytułową w filmie Matka Joanna od Aniołów (1963)
- honorowa Korona Kazimierza Wielkiego – nagroda III Lata Filmów w Kazimierzu n. Wisłą (1997)
- nagroda Heroiny Polskiego Kina (2 grudnia 2013)

## Filmografia
| Filmy fabularne     |                                 |                                      |                       |
| Rok                 | Tytuł                           | Rola                                 | Reżyseria             |
| 1954                | Pod gwiazdą frygijską           | Magda                                | Jerzy Kawalerowicz    |
| 1957                | Prawdziwy koniec wielkiej wojny | Róża Zborska                         | Jerzy Kawalerowicz    |
| 1959                | Pociąg                          | Marta                                | Jerzy Kawalerowicz    |
| 1960                | Krzyżacy                        | księżna Anna Danuta                  | Aleksander Ford       |
| 1960                | Matka Joanna od Aniołów         | matka Joanna                         | Jerzy Kawalerowicz    |
| 1960                | Milcząca gwiazda                | reporterka Interwizji                | Kurt Maetzig          |
| 1963                | Godzina pąsowej róży            | Eleonora                             | Halina Bielińska      |
| 1963                | Pamiętnik pani Hanki            | Hanka                                | Stanisław Lenartowicz |
| 1963                | Ubranie prawie nowe             | dyrektorowa                          | Włodzimierz Haupe     |
| 1964                | Sposób bycia                    | Irena                                | Jan Rybkowski         |
| 1965                | Faraon                          | kapłanka przy mumifikacji            | Jerzy Kawalerowicz    |
| 1965                | Sam pośród miasta               | Ewa                                  | Halina Bielińska      |
| 1968                | Gra                             | Małgorzata                           | Jerzy Kawalerowicz    |
| 1968                | Sarajewski atentat              | Arcyksiężna Zofia                    | Fadil Hadžić          |
| 1969                | 322                             | Marta                                | Dušan Hanák           |
| 1970                | Film o miłości (Szerelmesfilm)  | Agnes                                | István Szabó          |
| 1972                | Na wylot                        | właścicielka zakładu fotograficznego | Grzegorz Królikiewicz |
| 1973                | Tűzoltó utca 25.                | Maria                                | István Szabó          |
| 1974                | Bilans kwartalny                | kobieta w kolejce                    | Krzysztof Zanussi     |
| 1974                | Wieczne pretensje               | laborantka                           | Grzegorz Królikiewicz |
| 1976                | Ognie są jeszcze żywe           | dr Wanda Połtawska                   | Nobite Abe            |
| 1977                | Deja vu, czyli skąd my to znamy | pacjentka                            | Krzysztof Gradowski   |
| 1977                | Indeks                          | sekretarka Marina                    | Janusz Kijowski       |
| Seriale telewizyjne |                                 |                                      |                       |
| 1968                | Stawka większa niż życie        | Ingrid Heizer (odc.2)                | Andrzej Konic         |